# Sycone

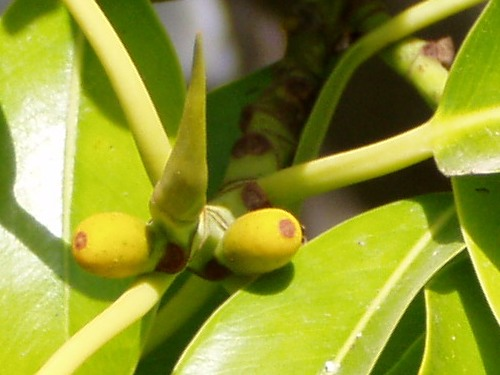
Sycones du Ficus elastica

Un sycone (du grec σῦκον, « figue ») est une inflorescence particulière propre à certaines espèces de la famille des Moracées, notamment les Ficus. À maturité, le sycone donne naissance à un faux fruit dont la figue, qui correspond à une infrutescence d'akènes, est l'exemple le plus connu.